# Division 1 för herrar 2021
La Division 1 för herrar 2021 è la 31ª edizione del campionato di football americano di secondo livello, organizzato dalla SAFF.

## Squadre partecipanti
| Club                   | Città        | Stadio | Sponsor ufficiale | Risultato nella stagione 2020 |
| ---------------------- | ------------ | ------ | ----------------- | ----------------------------- |
| AIK                    | Solna        |        |                   |                               |
| Arlanda Jets           | Märsta       |        |                   |                               |
| Ekeby Greys            | Ekeby        |        |                   |                               |
| Göteborg Marvels       | Göteborg     |        |                   |                               |
| Kristianstad Predators | Kristianstad |        |                   |                               |
| Limhamn Griffins       | Malmö        |        |                   |                               |
| Norrköping Panthers    | Norrköping   |        |                   |                               |
| Tyresö Royal Crowns    | Tyresö       |        |                   |                               |

## Stagione regolare

### Calendario

#### 1ª giornata
| Solna 14 agosto 2021, ore 14:00 | AIK | 21 – 0 | Arlanda Jets | Bergshamra IP |

| Tyresö 14 agosto 2021, ore 17:00 | Tyresö Royal Crowns | 42 – 0 | Norrköping Panthers | Tyresövallen |

| Malmö 14 agosto 2021 | Limhamn Griffins | 3 – 0 | Göteborg Marvels | Hästhagens IP |

| Skellefteå 15 agosto 2021, ore 16:00 | Ekeby Greys | 20 – 20 | Kristianstad Predators | Norrvalla IP |

#### 2ª giornata
| Märsta 21 agosto 2021, ore 12:00 | Arlanda Jets | 28 – 6 | Norrköping Panthers | Midgårdsvallen |

| Tyresö 21 agosto 2021, ore 17:00 | Tyresö Royal Crowns | 14 – 0 | AIK | Tyresövallen |

| Malmö 21 agosto 2021 | Limhamn Griffins | 28 – 19 | Ekeby Greys | Hästhagens IP |

| Kristianstad 21 agosto 2021, ore 15:00 | Kristianstad Predators | 48 – 40 | Göteborg Marvels | Kristianstad IP |

#### 3ª giornata
| Kristianstad 28 agosto 2021 | Kristianstad Predators | 28 – 28 | Limhamn Griffins | Kristianstad IP |

| Solna 28 agosto 2021, ore 14:00 | AIK | 38 – 2 | Norrköping Panthers | Bergshamra IP |

| Skellefteå 28 agosto 2021, ore 16:00 | Ekeby Greys | 25 – 8 | Göteborg Marvels | Norrvalla IP |

| Tyresö 28 agosto 2021, ore 17:00 | Tyresö Royal Crowns | 34 – 10 | Arlanda Jets | Tyresövallen |

#### 4ª giornata
| Märsta 4 settembre 2021, ore 12:00 | Arlanda Jets | 7 – 14 | AIK | Midgårdsvallen |

| Norrköping 4 settembre 2021, ore 12:00 | Norrköping Panthers | 0 – 56 | Tyresö Royal Crowns | Panthers Field |

| Kviberg 4 settembre 2021, ore 16:00 | Göteborg Marvels | 22 – 21 | Ekeby Greys |  |

| Malmö 4 settembre 2021 | Limhamn Griffins | 21 – 28 | Kristianstad Predators | Hästhagens IP |

#### 5ª giornata
| Skellefteå 10 settembre 2021, ore 19:30 | Ekeby Greys | 6 – 39 | Limhamn Griffins | Norrvalla IP |

| Kviberg 11 settembre 2021, ore 12:00 | Göteborg Marvels | 32 – 24 | Kristianstad Predators |  |

| Norrköping 11 settembre 2021, ore 13:00 | Norrköping Panthers | 0 – 44 | Arlanda Jets | Panthers Field |

| Solna 11 settembre 2021, ore 16:00 | AIK | 7 – 13 | Tyresö Royal Crowns | Bergshamra IP |

#### 6ª giornata
| Kristianstad 17 settembre 2021, ore 19:00 | Kristianstad Predators | 40 – 13 | Ekeby Greys |  |

| Märsta 18 settembre 2021, ore 12:00 | Arlanda Jets | 6 – 28 | Tyresö Royal Crowns | Midgårdsvallen |

| Norrköping 18 settembre 2021, ore 13:00 | Norrköping Panthers | 0 – 1 (a tavolino) | AIK | Panthers Field |

| Kviberg 18 settembre 2021, ore 16:00 | Göteborg Marvels | 14 – 21 | Limhamn Griffins |  |

### Classifiche
Le classifiche della regular season sono le seguenti:
- PCT = percentuale di vittorie, G = partite giocate, V = partite vinte, P = partite perse, PF = punti fatti, PS = punti subiti

#### Norra
| Pos. | Squadra             | PCT   | G | V | N | P | PF  | PS  |
| ---- | ------------------- | ----- | - | - | - | - | --- | --- |
| 1    | Tyresö Royal Crowns | 1.000 | 6 | 6 | 0 | 0 | 187 | 23  |
| 2    | AIK                 | .667  | 6 | 4 | 0 | 2 | 81  | 36  |
| 3    | Arlanda Jets        | .333  | 6 | 2 | 0 | 4 | 95  | 103 |
| 4    | Norrköping Panthers | .000  | 6 | 0 | 0 | 6 | 8   | 209 |

#### Södra
| Pos. | Squadra                | PCT  | G | V | N | P | PF  | PS  |
| ---- | ---------------------- | ---- | - | - | - | - | --- | --- |
| 1    | Limhamn Griffins       | .750 | 6 | 4 | 1 | 1 | 140 | 95  |
| 2    | Kristianstad Predators | .667 | 6 | 3 | 2 | 1 | 188 | 154 |
| 3    | Göteborg Marvels       | .333 | 6 | 2 | 0 | 4 | 116 | 142 |
| 4    | Ekeby Greys            | .250 | 6 | 1 | 1 | 4 | 104 | 157 |

## Playoff

### Tabellone
|  | Semifinali | Semifinali       | Semifinali |     |   | Finale | Finale           | Finale |  |
|  |            |                  |            |     |   |        |                  |        |  |
|  |            |                  |            |     |   | 1S     | Limhamn Griffins | 7      |  |
|  |            |                  |            |     |   | 1S     | Limhamn Griffins | 7      |  |
|  |            |                  |            | AIK | 2 |        |                  |        |  |
|  | 2N         | AIK              | 28         | AIK | 2 |        |                  |        |  |
|  | 2N         | AIK              | 28         |     |   |        |                  |        |  |
|  | 3S         | Göteborg Marvels | 18         |     |   |        |                  |        |  |

|  | Semifinali | Semifinali             | Semifinali |              |    | Finale              | Finale | Finale |  |
|  |            |                        |            |              |    |                     |        |        |  |
|  | 2S         | Kristianstad Predators | 28         |              |    |                     |        |        |  |
|  | 2S         | Kristianstad Predators | 28         |              |    |                     |        |        |  |
|  | 3N         | Arlanda Jets           | 35         |              |    |                     |        |        |  |
|  | 3N         | Arlanda Jets           | 35         |              | 1N | Tyresö Royal Crowns | 49     |        |  |
|  |            |                        |            |              | 1N | Tyresö Royal Crowns | 49     |        |  |
|  |            |                        |            | Arlanda Jets | 6  |                     |        |        |  |

### Semifinali
| Bergshamra 25 settembre 2021 | AIK | 28 – 18 | Göteborg Marvels |  |

| Kristianstad 26 settembre 2021 | Kristianstad Predators | 28 – 35 | Arlanda Jets | Kristianstad Arena |

### Finali
| Bergshamra 2 ottobre 2021 | Tyresö Royal Crowns | 49 – 6 | Arlanda Jets |  |

| Malmö 3 ottobre 2021 | Limhamn Griffins | 7 – 2 | AIK | Hästhagens IP |

## Verdetti
- Limhamn Griffins e  Tyresö Royal Crowns Campioni della Division 1 2021